# 버트럼 램지
제독 버트럼 홈 램지 경(1883년 1월 20일 ~ 1945년 1월 2일)은 제2차 세계 대전 당시 영국의 제독이었다. 그는 1940년 됭케르크 철수에서 중요한 공헌을 하였고, 1945년 1월, 비행기 사고로 사망하였다.

## 개인적 삶
그는 영국 런던의 램지 가문에서 태어났다. 그의 부모는 윌리엄 알렉산더 램지 장군과 수산 뉴콤 민체너였다. 그는 콜체스터 왕립 문법 학교에 입학하였다. 1898년 영국 해군에 입대하였고 HMS 브리타니아에서 해군 사관 후보생(midshipman)이 되었다. HMS 크레센트로 옮기면서, 1902년 9월 15일 중위(sub-lieutenant)로 진급한다. 1904년 12월 15일엔 대위(lieutenant)로 진급하였다. 1929년 그는 찰스 톰슨 멘지스 중령의 딸 헬렌 마가렛 멘지스와 결혼했다. 그들은 데이비드 프랜시스 램지 (1933년 10월 1일 출생)와 찰스 알렉산더 램지 (1936년 10월 12일 출생)를 낳았다. 찰스는 후에 육군의 왕립 샌드허스트 사관학교에 입학하여 국토의용군 총장까지 오르게 된다.

## 1차 대전
제1차 세계 대전 기간 중 1915년 8월, 램지는 첫 함정 지휘관으로서 모니터함 M25를 맡았다. 2년간 주로 도버 경비 함대의 일원으로 벨기에 해안 지역을 맡았다. 1916년 6월 30일 중령(commander)으로 진급하였고, 1917년 10월 같은 함대의 구축함 HMS 브로크의 함장이 되었다. 1918년 5월 9일, 그의 배는 제브뤼헤 공습과 제 2차 외스텐드 공습에 참여했고, 그 공로로 훈장을 받았다. 1938년 해군에서 퇴역하였으나, 1년 후 추축국의 위협에 따라 윈스턴 처칠의 명령으로 재입대한다.

## 2차 대전
1939년 8월 24일 중장(vice-admiral)으로 진급하면서, 도버 경비 사령관을 맡게 된다. 그의 임무는 구축함의 공격에 대한 방어, 영국 해협을 건너려는 군사 작전 지원, 그리고 도버 해협을 통과하려는 잠수함 차단 등이었다.

### 다이너모 작전
도버의 중장으로써, 그는 다이너모 작전이라 불리는 됭케르크 철수작전에도 공훈을 세웠다. 도버 성의 지하 터널에서, 그와 부하들은 나치 독일군에 의해 프랑스에 갇힌 병력들을 구조하기 위한 9일간의 작전에 꼬박 투입되었다. 됭케르크 해안에 고립된 영국과 연합군 병사 338,226명을 성공적으로 영국으로 귀환시키고, 그에 대한 보고 후 조지 6세로부터 바스 훈장을 수여받게 된다.

### 도버 방어
다이너모 작전이 끝난 이후, 그는 독일군의 바다사자 작전으로부터 도버 해역을 방어하기 위한 힘든 임무에 직면하게 된다. 약 2년간 그는 독일군에 맞서 제해권을 유지하기 위해 분투하였고, 그 공훈으로 또다른 훈장을 수여받게 된다. 램지는 1942년 독일 전함 샤른호르스트와 그나이제나우의 해협 통과 방해 작전을(풀러 작전) 지휘하였으나 이들을 저지하는데는 실패한다.

### 해군 사령관
램지는 1942년 4월 29일, 유럽 방면 해군 사령관 직에 임명되었으나 침공은 연기 되었고, 대신 북아프리카 방면 연합군의 해군 사령관 직을 부여받는다. 그는 앤드류 커닝엄 장군과 함께 상륙 작전을 계획하여 미국, 영국, 자유 프랑스, 네덜란드, 오스트레일리아 군이 효과적으로 비시 프랑스군을 무력화시키는 데 성공했다. 이후 1943년 7월, 그는 연합군의 시칠리아 침공 때도 해군 사령관 직을 맡아 연합군 해군을 이끌었으며, 이 때도 연합군은 승리를 거두었다.

### 넵튠 작전

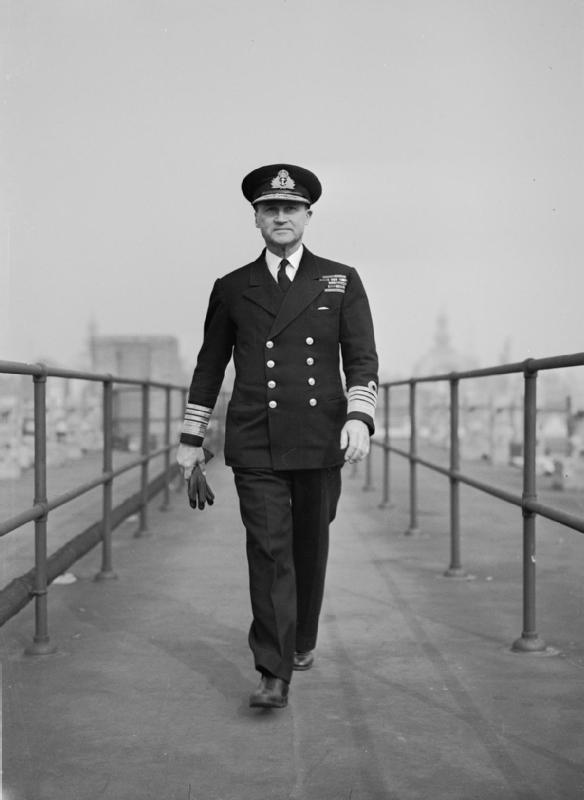
1944년 램지

1944년 4월 26일, 그는 진급대상자 명단에 다시 들어가 1944년 4월 27일 대장(admiral)으로 진급한다. 그는 노르망디 상륙 당시 유럽 침공 연합군 해군의 사령관으로 임명되었다. 여기서, 그는 약 70000척의 배로 16만 명의 병력을 D-데이에 노르망디 해변에 상륙시키는 작전을 지휘했으며 6월까지 모두 87만 5천 명의 병력을 상륙시켰다.
당시 그는 수상 윈스턴 처칠과 당시 영국의 군주였던 조지 6세로 인한 잠재적인 문제를 해결하였다. 처칠이 순양함인 HMS 벨파스트에 탑승하여 노르망디 상륙작전을 보려는 목적으로 건의하자, 1차 대전 중 유틀란트 해전의 베테랑이자 항해사였던 왕이 직접 그와 함께 동행하려 한 것이다. 이들의 안전을 보장해야만 하는 램지 제독이 이를 거절하기 전까지 이들은 상당히 들떠 있었다. 램지는 두 사람에게 HMS 벨파스트의 작전 임무의 위험성과 왕과 수상이 위급 상황 시 고국에 있어야만 한다는 사실을 강조했다. 왕과 수상이 D-데이에 영국의 해안가에 남아 있게 된 이유이다.

## 죽음
1945년 1월 2일, 그는 파리 남서쪽의 투쉬르노블 공항에서 비행기 이륙 사고로 죽었다. 브뤼셀의 버나드 몽고메리 장군과 회담을 하러 갈 예정이었다. 그는 생제르맹앙레에 새로 건립된 장례식장에 안치되었다.

## 기념
램지 경의 동상이 그가 됭케르크 철수를 계획했던 도버 성 근처에서 2000년에 제작되어 세워졌다. 됭케르크 철수와 노르망디 상륙에서 그의 참여는 여러 영화와 TV 드라마에서 묘사되었다. 《지상 최대의 작전》에서 존 로빈슨이 그의 역할을 맡았으며, 《처칠과 그의 장군들》에서는 노엘 존슨이 그의 모습을 묘사했다. 《됭케르크》라는 TV 드라마에서는 리처드 브레머가 그 역할을 맡았다. 콜체스터 왕립 문법학교 전쟁기념관에는 그의 이름이 추가 되었다. 그의 초상화가 학교에 곧 붙을 예정이다. 램지 제독의 업적은 영국 해군에 의해 기려지고 있다. 그들은 페어험의 HMS 콜링우드에서 견습함 센터에 그의 이름을 붙였다. 램지 빌딩은 2012년 3월 개장하였다.

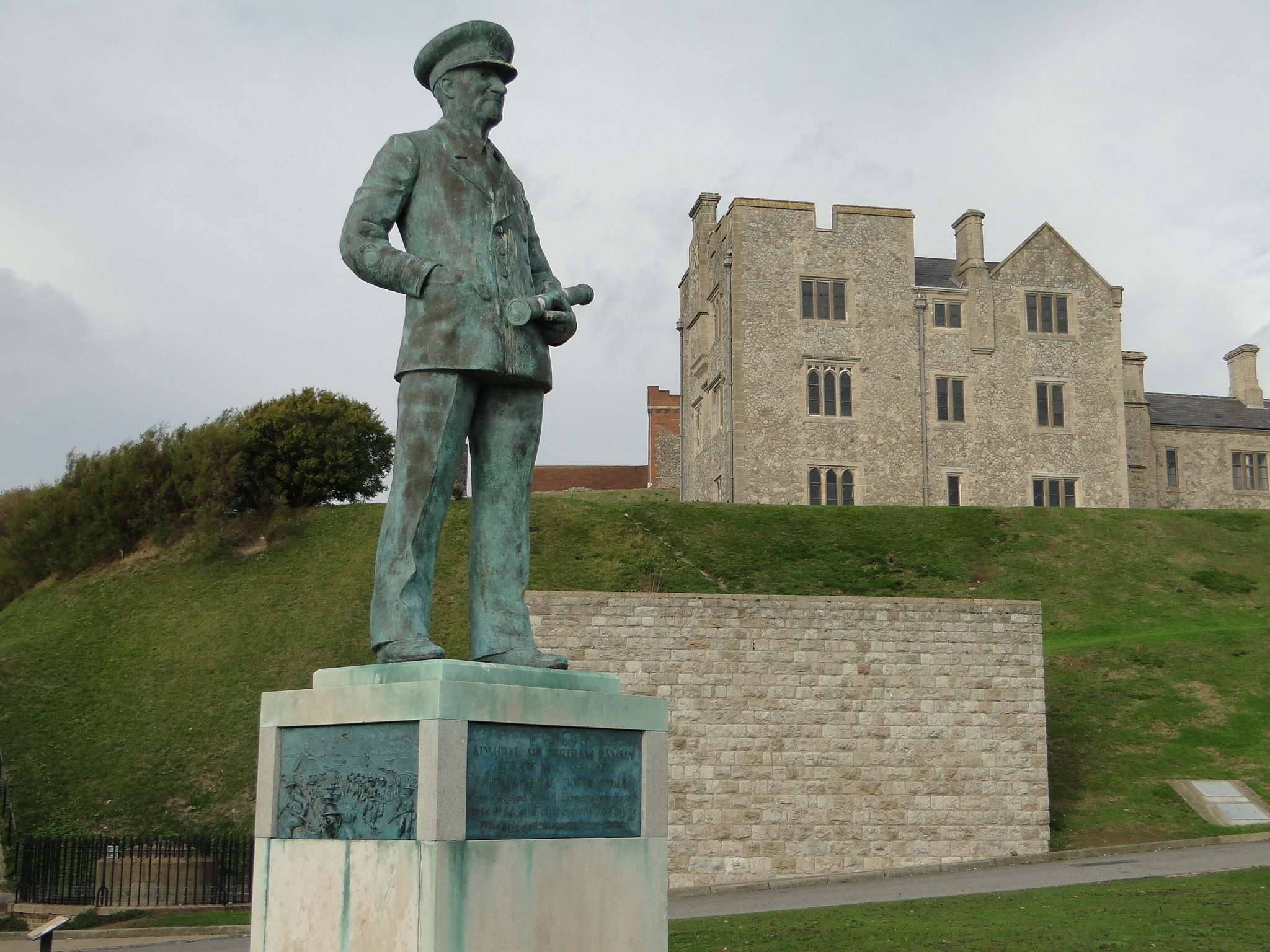
도버 성에 있는 렘지 동상

## 추가 자료 자료
- Barnett, Correlli. 1991. Engage the Enemy More Closely: The Royal Navy in the Second World War. Norton & Company. London.
- Woodward, David. 1957.Ramsay at War. The Fighting Life of Admiral Sir Bertram Ramsay. – London: W. Kimber.